# Marietta (Minnesota)
Marietta es una ciudad ubicada en el condado de Lac qui Parle en el estado estadounidense de Minnesota. En el Censo de 2010 tenía una población de 162 habitantes y una densidad poblacional de 163,74 personas por km².

## Geografía
Marietta se encuentra ubicada en las coordenadas 45°0′37″N 96°25′8″O / 45.01028, -96.41889. Según la Oficina del Censo de los Estados Unidos, Marietta tiene una superficie total de 0.99 km², de la cual 0.99 km² corresponden a tierra firme y (0%) 0 km² es agua.

## Demografía
Según el censo de 2010, había 162 personas residiendo en Marietta. La densidad de población era de 163,74 hab./km². De los 162 habitantes, Marietta estaba compuesto por el 98.77% blancos, el 0% eran afroamericanos, el 0% eran amerindios, el 0% eran asiáticos, el 0% eran isleños del Pacífico, el 0% eran de otras razas y el 1.23% pertenecían a dos o más razas. Del total de la población el 0% eran hispanos o latinos de cualquier raza.